# Virginie Michanol
Virginie Michanol (née le 18 juin 1985 à Albi) est une athlète française, spécialiste du sprint. Elle mesure 1,74 m pour 65 kg. Son club est l'ECLA Albi.

## Palmarès
| Date | Compétition                   | Lieu      | Résultat | Épreuve   | Temps         |
| ---- | ----------------------------- | --------- | -------- | --------- | ------------- |
| 2003 | Championnats d'Europe juniors | Tampere   | 3e       | 200 m     | 23 s 36       |
| 2003 | Championnats d'Europe juniors | Tampere   | 2e       | 4 x 400 m | 3 min 37 s 78 |
| 2007 | Championnats d'Europe espoirs | Debrecen  | 2e       | 4 x 400 m | 3 min 30 s 56 |
| 2008 | Coupe d'Europe                | Annecy    | 2e       | 4 x 400 m | 3 min 26 s 63 |
| 2009 | Championnats du monde         | Berlin    | 6e       | 4 x 400 m | 3 min 30 s 16 |
| 2010 | Championnats d'Europe         | Barcelone | 6e       | 4 x 400 m | 3 min 28 s 11 |

### Records
| Épreuve    | Épreuve      | Performance | Lieu     | Date            |
| ---------- | ------------ | ----------- | -------- | --------------- |
| 200 mètres | En plein air | 23 s 36     | Tampere  | 26 juillet 2003 |
| 200 mètres | En salle     | 23 s 85     | Bordeaux | 15 février 2008 |
| 400 mètres | En plein air | 51 s 83     | Reims    | 5 juillet 2008  |
| 400 mètres | En salle     | 52 s 90     | Paris    | 28 février 2010 |